# Série 70 SNCB
La série 70 est une série de locomotives diesel de manœuvre de la SNCB de disposition BB mises en service en 1956.

## Histoire

### Construction
Afin de remplacer les locomotives à vapeur pour les manœuvres des lourdes charges, 12 machines diesel furent mises en service en 1956-1957. Deux modèles différents de locomotives à quatre essieux moteurs furent commandés en 6 exemplaires à Baume & Marpent.
- Le Type 270 avec transmission diesel-électrique et bogies qui deviendra la série 70
- Le Type 271 avec transmission hydraulique et essieux rigides qui deviendra la série 71

Finalement, aucune de ces séries ne donna lieu à la commande d’exemplaires supplémentaires mais la transmission hydraulique sera préférée pour les locomotives de manœuvres et une nouvelle série, le Type 272, sera commandée.
Le type 270 avait une transmission diesel-électrique (type Westinghouse, construit par ACEC sous licence) et fut livré avec deux types de moteurs différents (ABC 6DXC à six cylindres en ligne pour les 270.001 et 270.006 et ABC 8DUS à huit cylindres en ligne pour les 270.003 à 270.006).
En 1971, lors de la renumérotation à 4 chiffres du matériel moteur, les engins du type 270 passèrent dans la série 70.

### Transformations
En 1970, elles reçurent toutes de nouveaux moteurs 8 DUS construits par ABC et en 1992, un moteur Cockerill issu d’une locomotive Série 60 fut installé sur la 7004 qui le conservera durant toute sa carrière.

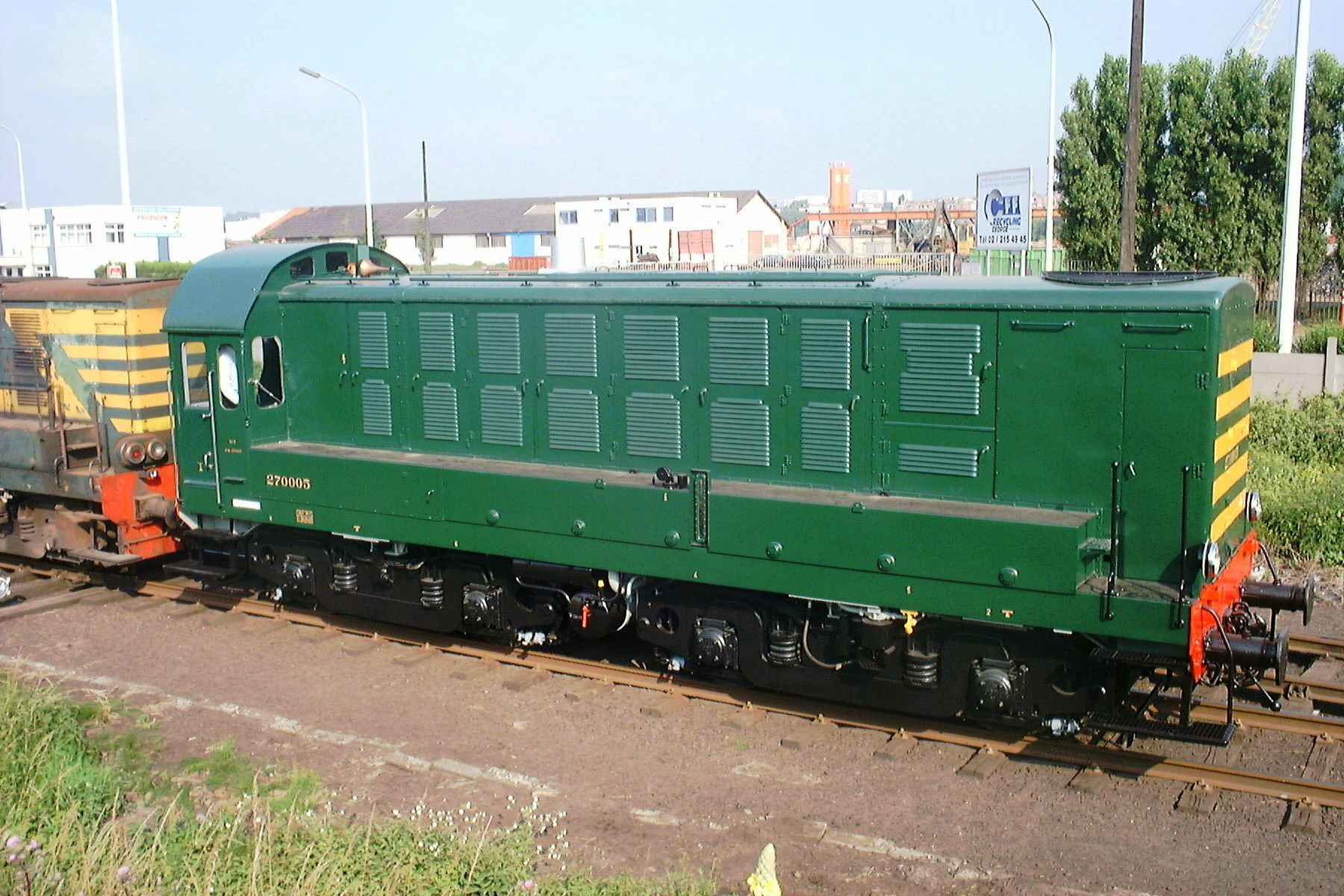
La 270.005 restaurée en état d’origine (livrée verte, sans rambardes).
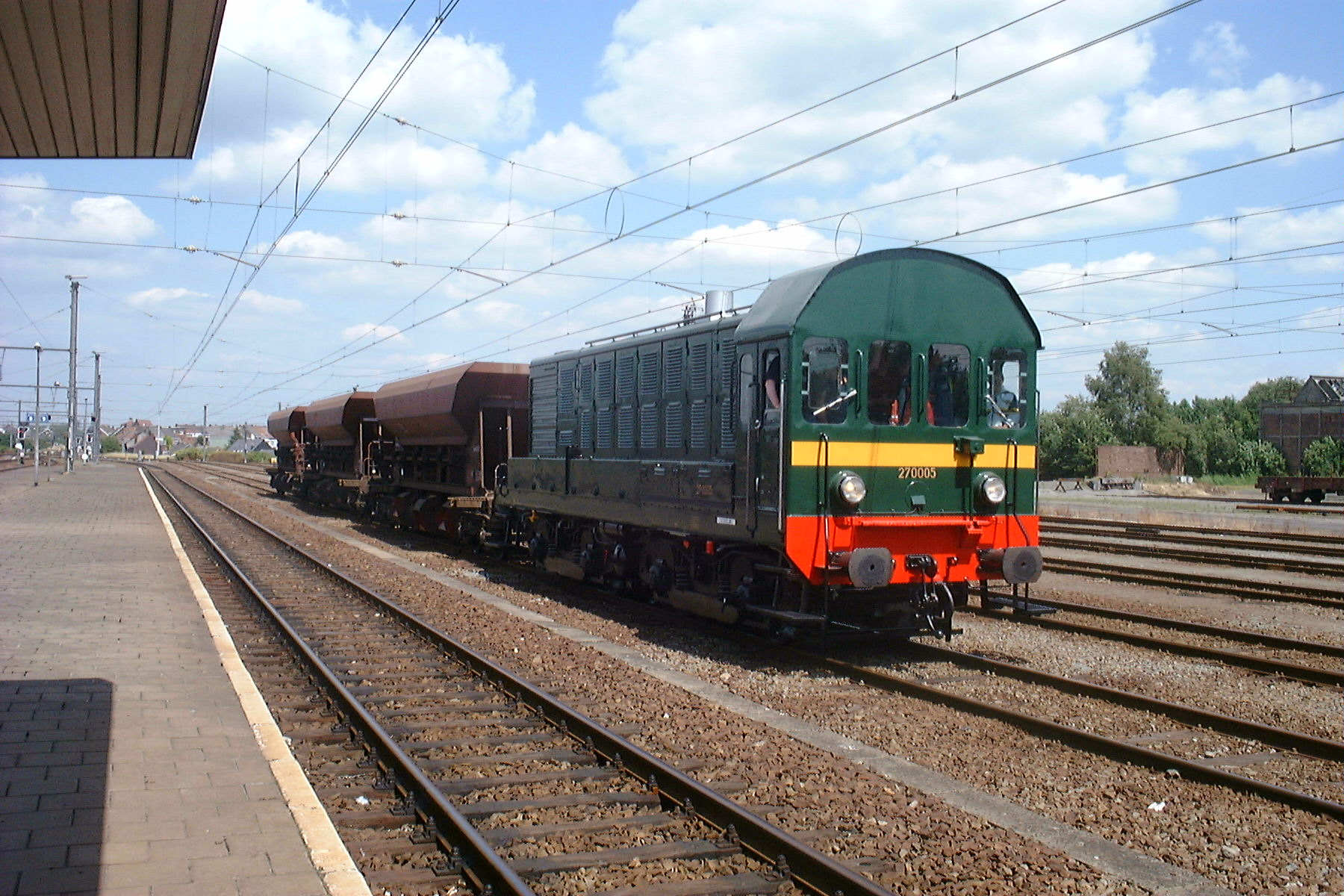
Vue arrière de la 270.005

### Services effectués
Les 270 ont commencé leur carrière à Ronet et autour de namur Namur et ont également effectuées de brefs essais à Schaerbeek. Affectées à Anvers Dam en 1961. Elles étaient utilisées dans toute la région d’Anvers pour les manœuvres et des dessertes marchandises.

## Fin de carrière et Préservation

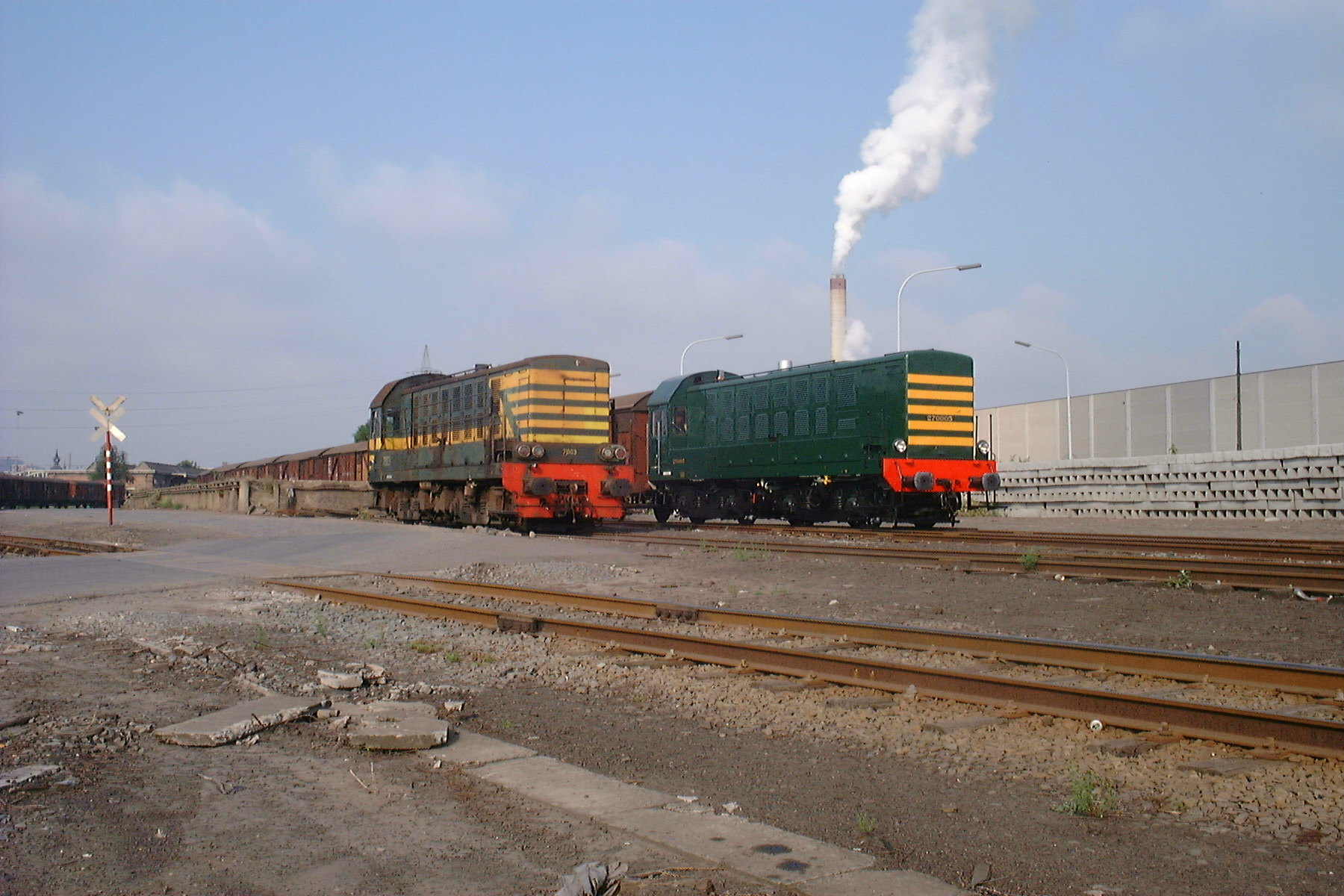
La 7003 peu avant sa mise hors-service côtoie la 7005 restaurée.

La 7006 fut la première à disparaître, elle a été radiée en 1997 après une avarie irréparable de son moteur diesel.
Les autres machines de la série 70 furent retirées du service en 2001 avec l'arrivée des nouvelles locomotives de la série 77.
La machine 7005 a été entièrement restaurée par les bénévoles de l'association Patrimoine ferroviaire et Tourisme. Elle est préservée en ordre de marche dans sa livrée verte d'origine à simples phares et porte de ce fait le n° 270.005. Elle est utilisée sur la Ligne du Bocq ou garée à l’Espace train – Le Musée du rail à Saint-Ghislain.

## Sources